# Обергельфеншвіль
Обергельфеншвіль (нім. Oberhelfenschwil) — колишня громада  в Швейцарії в кантоні Санкт-Галлен, виборчий округ Тоггенбург.
Населення складає 1249 чоловік (на 31 грудня 2021).
До 2022 був самостійною комуною (Офіційний код — 3375). 1 січня 2023 року приєднаний до комуни Некерталь.

## Географія
Громада розташована на відстані близько 135 км на схід від Берна, 22 км на захід від Санкт-Галлена.
Обергельфеншвіль має площу 12,7 км², з яких на 5,1% дозволяється будівництво (житлове та будівництво доріг), 59,8% використовуються в сільськогосподарських цілях, 34% зайнято лісами, 1,1% не є продуктивними (річки, льодовики або гори).

## Демографія
2019 року в громаді мешкало 1251 особа (-6,7% порівняно з 2010 роком), іноземців було 10,2%. Густота населення становила 99 осіб/км².
За віковим діапазоном населення розподілялося таким чином: 22,8% — особи молодші 20 років, 58,7% — особи у віці 20—64 років, 18,5% — особи у віці 65 років та старші. Було 490 помешкань (у середньому 2,5 особи в помешканні).
Із загальної кількості 461 працюючого 96 було зайнятих в первинному секторі, 178 — в обробній промисловості, 187 — в галузі послуг.